# 岩崎絵美
岩崎 絵美（いわさき えみ、1978年1月7日 - ）は、近畿地方を拠点に活動している日本のタレント。過去には松竹芸能に所属していた。
京都府出身。京都生まれの京都育ちで、一人っ子。父はディレクター、母はアナウンサー。
既婚者。夫はダンサーで、娘が1人いる。
- 血液型：O型
- 身長：157cm、3サイズ：B85 W60 H83、靴のサイズ：22.5cm
- 趣味：旅行、映画鑑賞、お店探し
- 特技：ジャズダンス、習字

## 出演

### テレビ番組
- びびっとびわこ（びわ湖放送） - リポーター
- 京都ふらりー（KBS京都）
- 京都最新情報（関西テレビ☆京都チャンネル） - リポーター（2002年4月 - 2004年3月）
- 情報！奈良チャンネル（奈良テレビ）
- ぜっぴん!!+（奈良テレビ）
- ゆうドキッ!（奈良テレビ）
  - 金曜日担当（2010年4月2日 - 2011年3月25日）
  - 火曜日担当（2011年3月29日 - 2018年3月27日）

### ラジオ番組
- 夢みる宝塚（KBS京都ラジオ）